# Cyclosa sierrae
Cyclosa sierrae är en spindelart som beskrevs av Simon 1870. Cyclosa sierrae ingår i släktet Cyclosa och familjen hjulspindlar. Inga underarter finns listade i Catalogue of Life.